# Inuit Ataqatigiit
Inuit Ataqatigiit (en français : « Communauté du peuple ») est un parti politique du Groenland d'orientation socialiste.

## Historique
Le parti est né dans les années 1970 à la suite de la radicalisation de la jeunesse danoise. Il souhaite faire du Groenland un État indépendant.
Lors des élections législatives au Groenland du 15 novembre 2005, il obtient 22,6 % des votes, récoltant sept des 31 sièges du Parlement local. De 2005 à 2009, il gouverne le Groenland aux côtés du parti social-démocrate Siumut.
Lors des élections anticipées du 1er juin 2009, Inuit Ataqatigiit obtient 44,8 % des voix, soit près du double du score qu'il avait réalisé lors de la consultation de 2005. Il dispose alors de 14 sièges sur 31 au Parlement pour la durée de la législature, devenant ainsi le premier parti de l'île. Son chef, Kuupik Kleist, devient donc Premier ministre le 21 juin suivant.
Inuit Ataqatigiit perd trois sièges aux élections de 2013 et repasse dans l'opposition. Lors des élections anticipées de 2014, il conserve ses onze sièges, ce qui le place à égalité avec Siumut, qui bénéficie néanmoins d'un nombre de voix légèrement supérieur.
En mars 2015, le parti propose une révision complète de la stratégie pétrolière et minière du Groenland, une proposition restée sans suite. En octobre 2016, le parti rejoint le gouvernement du Premier ministre Kim Kielsen dans lequel il dispose de quatre ministres, contre cinq au Siumut et un au parti Naleraq.
À l'issue des élections de 2018, le parti ne détient plus que huit sièges et retourne dans l'opposition. En octobre 2018, Sara Olsvig, ministre des affaires sociales, familiales, de l'égalité et de la justice de 2016 à 2018, quitte le parti et la vie politique. En novembre 2018, Mute Bourup Egede devient le nouveau président du parti.
En 2019, le parti demande à ce qu'un ministre représente l'Arctique dans la composition du prochain gouvernement danois, dans le but de réaffirmer le statut de superpuissance de l'Arctique proclamé par le Danemark.

## Idéologie
Après s'être initialement concentré sur l'indépendance comme seul objectif, l'Inuit Ataqatigiit s'engage désormais à rendre l'économie groenlandaise plus compétitive, sans quoi l'indépendance est impossible du seul point de vue financier. Il souhaite renforcer la pêche, utiliser davantage l'exploitation minière comme source de revenus, investir davantage dans le tourisme et améliorer les possibilités d'exportation du Groenland. Parallèlement, elle défend des politiques sociales comme l'acceptation des réfugiés.

## Sociologie électorale
L'électorat de Inuit Ataqatigiit est principalement urbain,.

## Résultats électoraux

### Parlement du Groenland
| Année | Voix   | %     | Sièges  |
| ----- | ------ | ----- | ------- |
| 1979  | 813    | 4,41  | 0 / 21  |
| 1983  | 2 612  | 10,65 | 2 / 26  |
| 1984  | 2 732  | 12,11 | 3 / 25  |
| 1987  | 3 823  | 15,25 | 4 / 27  |
| 1991  | 4 848  | 19,37 | 5 / 27  |
| 1995  | 5 180  | 20,31 | 6 / 31  |
| 1999  | 6 217  | 22,08 | 7 / 31  |
| 2002  | 7 244  | 25,59 | 8 / 31  |
| 2005  | 6 516  | 22,56 | 7 / 31  |
| 2009  | 12 457 | 44,06 | 14 / 31 |
| 2013  | 10 374 | 34,73 | 11 / 31 |
| 2014  | 9 776  | 33,49 | 11 / 31 |
| 2018  | 7 478  | 25,78 | 8 / 31  |
| 2021  | 9 912  | 37,42 | 12 / 31 |
| 2025  | 6 119  | 21,62 | 7 / 31  |

### Parlement danois
| Année | Voix               | %                  | Sièges             |
| ----- | ------------------ | ------------------ | ------------------ |
| 1984  | 2 939              | 13,7               | 0 / 2              |
| 1987  | 2 001              | 12,5               | 0 / 2              |
| 1988  | 3 628              | 17,3               | 0 / 2              |
| 1990  | 3 281              | 17,0               | 0 / 2              |
| 1994  | Pas de candidature | Pas de candidature | Pas de candidature |
| 1998  | 4 988              | 21,4               | 0 / 2              |
| 2001  | 7 172              | 30,8               | 1 / 2              |
| 2005  | 5 774              | 25,5               | 1 / 2              |
| 2007  | 8 068              | 32,5               | 1 / 2              |
| 2011  | 9 780              | 42,7               | 1 / 2              |
| 2015  | 7 904              | 38,5               | 1 / 2              |
| 2019  | 6 881              | 33,4               | 1 / 2              |
| 2022  | 4 852              | 25,2               | 1 / 2              |

## Premiers ministres du Groenland issus d'Inuit Ataqatigiit
| Portrait | Nom                            | Dates du mandat | Dates du mandat | Elections |
| -------- | ------------------------------ | --------------- | --------------- | --------- |
|          | Kuupik Kleist (né en 1958)     | 12 juin 2009    | 5 avril 2013    | 2009      |
|          | Múte Bourup Egede (né en 1987) | 23 avril 2021   | 28 mars 2025    | 2021      |